# Cluj 16-2-9
La Cluj 16-2-9 est une variété de poire originaire de la Roumanie.

## Origine
Elle est développée vers 1950 dans la station expérimentale de Cluj, semis de  la variété ’’Président Drouard’’.
En 2010, croisée avec la variété Napoca, elle donne naissance à la variété Capriciosa au RSFG Cluj en Roumanie.